# قرار مجلس الأمن التابع للأمم المتحدة رقم 2517
قرار مجلس الأمن التابع للأمم المتحدة رقم 2517، المتخذ بالإجماع في 30 مارس 2020.

## روابط خارجية
- نص القرار في undocs.org